# Орта джамия (Струмица)
Орта джамия (на македонска литературна норма: Орта џамија) е мюсюлмански храм в град Струмица, в югоизточната част на Северна Македония. Сградата е музей.
Сградата е изградена в старото градско ядро в края на XI – началото на XII век, във византийско време, като трикорабна православна църква. Под темелите на православната църква има остатъци от по-ранни периоди. Църквата е с големи размери, макар градежът от камък и кал говори за тежък икономически период. Запазеният конструктивен дял от апсидата с честната трапеза и синтроноса говори за епископския характер на църквата.
Запазени са и фрагменти от живописта на християнския храм. Стилово фреските принадлежат към Палеологовата епоха и са близки по време до тези във Водочкия манастир от първата половина на XI век. Фреските са голям художествен и тематично сложен ансамбъл – Апостол Павел от композицията Причастие на апостолите, Апостол Лука, Апостол Симон, свещеномъченици от благородническо потекло, цикълът на Големите празници, цикълът на Христовите страдания и евхаристична сцена в олтара.
След османското завоевание църквата е разрушена частично и преустроена в джамия. Около нея се появява богат некропол.